# Angelo Mottola
Angelo Mottola (Aversa, província de Caserta, Itália, 10 de janeiro de 1935 - Roma, 8 de outubro de 2014) foi um clérigo italiano, arcebispo católico romano e diplomata da Santa Sé.
Angelo Mottola foi ordenado sacerdote em 2 de abril de 1960 na Catedral da Diocese de Porto-Santa Rufina pelo Cardeal Eugene Tisserant. Em 1963, depois de concluir uma dissertação sobre o tema do Sacrifício da Missa no segundo período do Concílio de Trento, recebeu seu doutorado na Pontifícia Universidade de São Tomás de Aquino. Aqui ele inicialmente trabalhou para a Congregação para as Igrejas Orientais. 
Papa Paulo VI conferiu-lhe o título honorário de Capelão de Sua Santidade (Monsenhor) em 11 de agosto de 1971. Em 29 de janeiro de 1983, o Papa João Paulo II conferiu-lhe o título de Prelado Honorário de Sua Santidade. A partir de 1986 trabalhou na administração da Congregação para a Evangelização dos Povos.
Em 16 de julho de 1999, João Paulo II o nomeou Arcebispo Titular de Cercina e Núncio Apostólico no Irã. O Cardeal Secretário de Estado Angelo Sodano concedeu-lhe a consagração episcopal em 21 de setembro de 1999 em São Pedro; Os co-consagradores foram o Secretário da Congregação para a Evangelização dos Povos, Dom Marcello Zago OMI da Cúria e Dom Mario Milano, Bispo de Aversa.
Papa Bento XVI nomeou-o em 25 de janeiro de 2007 Núncio Apostólico em Montenegro e aceitou em 17 de fevereiro de 2010 sua renúncia por motivos de idade.
Angelo Mottola é membro da Ordem Teutônica desde 2013.